# Tamerlán
Tamerlán (del persa: Timür-i lang, ‘Timur el Cojo’, Tamorlán, Timur Lang, del chagatai Timur Lenk, Temür o Timur; nacido cerca de Kesh, Transoxiana, 9 de abril de 1336 [25 Ša'bān, 736] - Otrar, de camino a China, 17 de febrero de 1405 [17 Ša'bān, 807])fue un conquistador, líder militar y político turcomongol,el último de los grandes conquistadores nómadas del Asia Central. Tamerlán fundó el Imperio timúrida, que bajo su mandato alcanzó su máxima extensión, abarcando alrededor de los actuales Afganistán, Irán, Irak, el Cáucaso, parte de Turquía y Asia Central. Comandante invicto, se le considera uno de los mayores líderes militares y tácticos de la historia, así como uno de los más brutales.Tamerlán también está considerado un gran mecenas del arte y la arquitectura, ya que se relacionó con intelectuales como Ibn Jaldún, Hafez o Hafiz-i Abru, y su reinado introdujo el Renacimiento timúrida.: 341–342 
En poco más de dos décadas, este noble musulmán de origen turcomongol conquistó ocho millones de kilómetros cuadrados de Eurasia. Entre 1382 y 1405, sus grandes ejércitos cruzaron el continente euroasiático desde Delhi hasta Moscú, desde la cordillera Tian Shan de Asia Central hasta los montes Tauro de Anatolia, conquistando, reconquistando, arrasando algunas ciudades y perdonando a otras, las campañas de Tamerlán en Anatolia pusieron en peligro la existencia de los otomanos. La fama de Tamerlán se extendió por Europa, donde durante siglos fue una figura novelesca y terrorífica. Para algunos pueblos, afectados más directamente por sus conquistas, su memoria, siete siglos después, permanece aún fresca, bien como destructor de ciudades del Oriente Medio, bien como el último gran líder del poder nómada.
Nacido en la confederación nómada de Barlas, en Transoxiana (actual Uzbekistán), el 9 de abril de 1336, Tamerlán se había hecho con el control del kanato occidental de Chagatai para 1370. Desde esa base, lideró campañas militares por Asia occidental, meridional y central, el Cáucaso y el sur de Rusia, derrotando en el proceso a los kanes de la Horda de Oro, los mamelucos de Egipto y Siria, el emergente Imperio otomano y el tardío sultanato de Delhi, en la India, y convirtiéndose en el gobernante más poderoso del mundo islámico. A partir de estas conquistas, fundó el Imperio timúrida, pero este imperio se fragmentó poco después de su muerte.
Tamerlán fue el último de los grandes conquistadores nómadas de la estepa euroasiática, y su imperio sentó las bases para el surgimiento de los imperios islámicos de la pólvora (es decir, los imperios otomano, safávida y mogol), más estructurados y duraderos, en los siglos XVI y XVII. Tamerlán era descendiente tanto de turcos como de mongoles y, si bien probablemente no era descendiente directo de ninguno de ellos, compartía un antepasado común con Gengis Kan por parte de padre, aunque algunos autores han sugerido que su madre podría haber sido descendiente del Kan. Estaba claro que pretendía invocar el legado de las conquistas de Gengis Kan durante su vida. Tamerlán visualizaba la restauración del Imperio mongol y, según Gérard Chaliand, se consideraba heredero de Gengis Kan.
Según Beatrice Forbes Manz, «en su correspondencia formal, Tamerlán continuó durante toda su vida presentándose como el restaurador de los derechos chingisidas». Justificó sus campañas iraníes, mamelucas y otomanas como una reimposición del control legítimo de los mongoles sobre las tierras tomadas por usurpadores". Para legitimar sus conquistas, Tamerlán se basó en los símbolos y el lenguaje islámicos, se refirió a sí mismo como la «Espada del islam». Fue un mecenas de instituciones educativas y religiosas. Convirtió a casi todos los líderes de Borjigin al islam durante su vida. Tamerlán derrotó decisivamente a los Caballeros Hospitalarios cristianos en el sitio de Esmirna, llamándose a sí mismo un ghazi. Al final de su reinado, Tamerlán había ganado el control completo sobre todos los remanentes del Kanato de Chagatai, el Ilkanato y la Horda Dorada, e incluso intentó restaurar la dinastía Yuan en China.
Los ejércitos de Tamerlán eran multiétnicos y temidos en Asia, África y Europa, partes considerables de las cuales sus campañas arrasaron. Los estudiosos estiman que sus campañas militares causaron la muerte de 17 millones de personas, lo que representa aproximadamente el 5 % de la población mundial en ese momento. Las diversas estimaciones incluyen los siete, diez, doce, quince, diecisiete y veinte millones de víctimas, pero definitivamente más de un millón. De todas las áreas que conquistó, Corasmia fue el que más sufrió con sus expediciones, ya que se levantó varias veces contra él.
El demógrafo Colin McEvedy estimó la población de los territorios bajo dominio timúrida: 3,5 millones en Irán, 1 en Irak, 1,25 en el Cáucaso, 1,75 en Afganistán y 3 en el Turkestán (Asia Central). Respecto de sus dominios en el subcontinente indio, McEvedy estimaba que el subcontinente tenía unos 91 millones de habitantes en el siglo XIV de los que dos tercios vivían en la llanura indogangética. Si Tamerlán controlaba directa e indirectamente la mitad de la llanura, se puede calcular en unos treinta millones.
Tamerlán fue el abuelo del sultán timúrida, astrónomo y matemático Ulugh Beg, que gobernó Asia Central desde 1411 hasta 1449, y el tatarabuelo de Babur (1483-1530), fundador del Imperio mogol, que entonces gobernó casi todo el subcontinente indio.

## Biografía

### Ascenso al poder

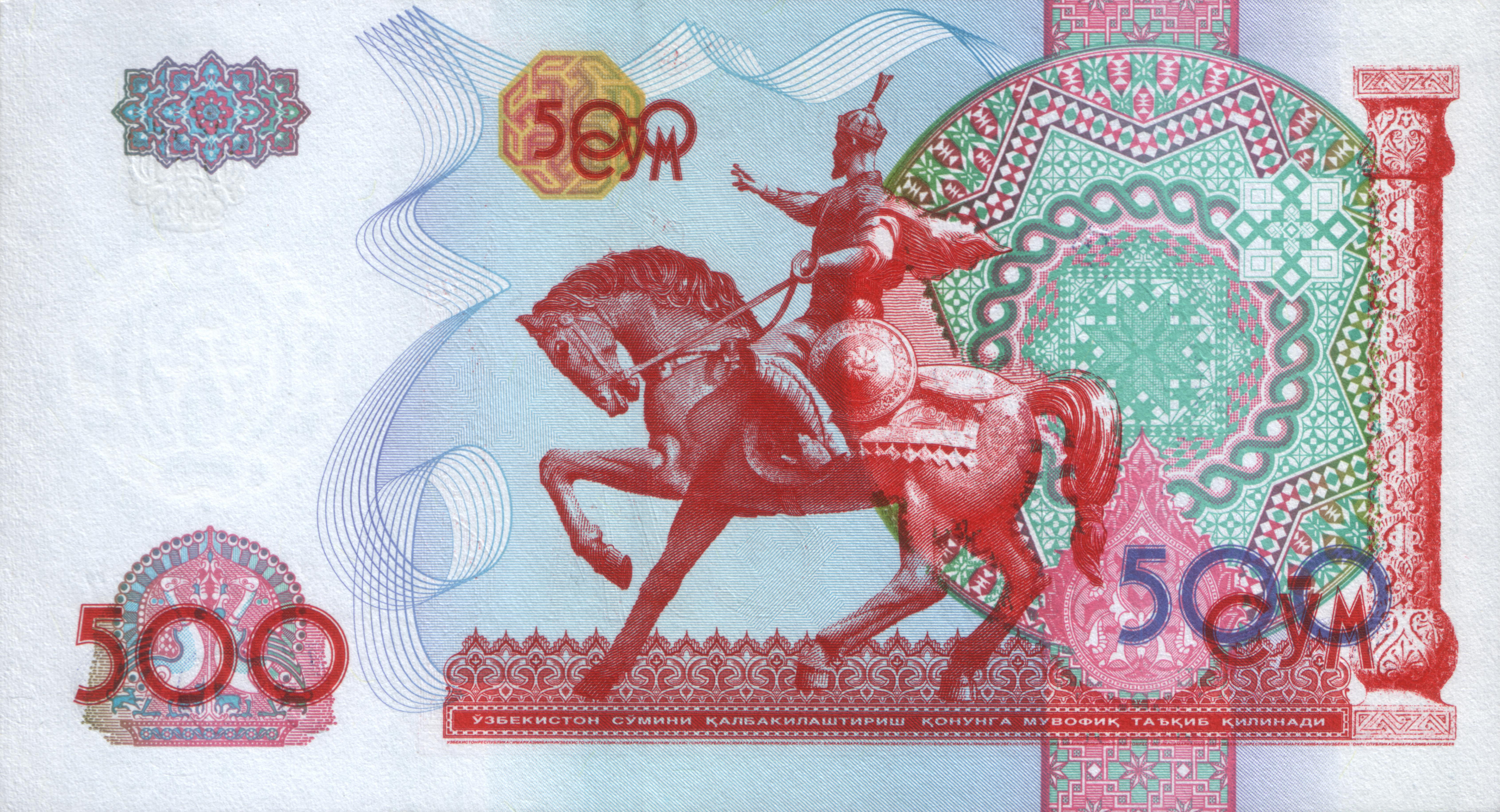
Estatua de Tamerlán en un billete uzbeko.

Un proceso de acumulación de poder muy parecido al que siglo y medio atrás había llevado a cabo Gengis Kan le permitió primero (1361) obtener control sobre su tribu, los barlas; y luego (1370), alternativamente en alianza y en conflicto con Amīr Husayn, ganar el poder sobre el ulús Chagatai (la confederación de tribus correspondiente al kanato de los descendientes de Chagatai, segundo hijo de Gengis Kan).
Conformada la base de su poder, inviste como kan a Suurgatmish. Cabe notar que Tamerlán no pertenecía a la familia de los descendientes del Gran Kan y la tradición del Imperio mongol, aceptada por todas las tribus nómadas del Asia Central, exigía que sólo los descendientes de Gengis pudieran llevar el título de kan y ejercer la soberanía. Por lo tanto, Tamerlán nunca asumió título real y, a pesar de su enorme poder y la naturaleza autocrática de su control, respetó escrupulosamente esta restricción, usando simplemente el título de amīr (comandante), decorado a veces con los adjetivos buzurg o kalān (grande). Para reforzar su posición, adoptó siempre la pose de un leal sostenedor de la línea gengisida, nombrando kanes títeres y gobernando en su nombre. Posteriormente adquirió el título de güregen (yerno real) al casar con una princesa de la línea dinástica. De todas maneras, se erigió en pretendido heredero genético de Gengis Kan.
Consolidado al frente del ulús, emprende su larga serie de conquistas. Entre 1370 (772) y 1372 (773) realiza dos campañas a Mogulistán (territorio al norte de las montañas Tian Shan, entre los lagos Baljash e Issyk-Kul), asegurándose el control del rico valle de Ferganá. En los dos años siguientes, emprende una campaña contra la dinastía Sufí de Corasmia. Hasta 1380 se ocupará principalmente de consolidar su poder en Corasmia (en 1380 destruye por primera vez la ciudad de Urgench) y el Mogulistán. Estas campañas se entremezclan con conflictos casi permanentes con la Horda Blanca y Azul cuyo territorio se extendía al norte del río Sir Daria, provocados en parte porque Tamerlán había dado refugio a Toqtamish, pretendiente del trono de esa horda. En abril de 1381 toma Herat (actual territorio afgano) y termina por imponer su poder directo sobre la región a fines de 1383. Continúa hacia el Sur, conquistando Sistan y tomando Kandahar; se vuelve hacia el oeste y en 1384-85 la emprende contra Amīr Walī en Mazandarán (sur del mar Caspio, actual Irán): toma Astarabad y emplaza gobernantes adictos en Tabriz y Sultaniyya, para regresar a Samarcanda en 1385.

### Grandes campañas

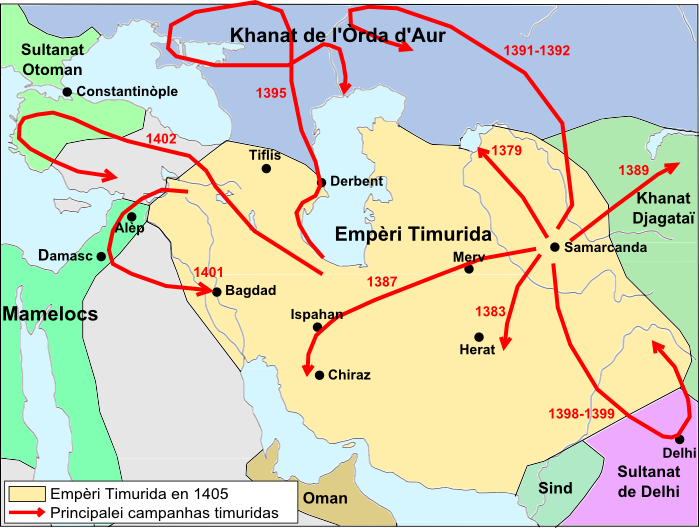
Imperio de Tamerlán.

En el invierno de 1385-86 (787), su antiguo aliado y protegido Toqtamish asalta y saquea Tabriz. Ello desencadena una campaña de tres años en Irán iniciada en la primavera de 1386 (788), en la que recupera Tabriz. En noviembre de 1387 (Dhū'l Qa'da 789), sus tropas sofocan una revuelta en Isfahán masacrando a la población. Entretanto, Toqtamish había atacado otra vez el Cáucaso a comienzos de 1387; Tamerlán envía tropas que lo derrotan, tras lo que llevan a cabo luego una campaña contra los Kara Koyunlu, e invaden el Kurdistán. En 1387-8 (finales de 789) Toqtamish ataca y saquea Transoxiana, por lo que Tamerlán regresa a la región y lo rechaza más allá de la frontera norte entre el invierno y la primavera de 1388-9 (790-1).
Mientras realiza un par de nuevas campañas contra Mogulistán (1389, 1390) (791, 792), controlado por Khidr Khwīaja, prepara sus ejércitos para una ofensiva definitiva contra Toqtamish, quien ahora dirige la Horda Dorada. Inverna en Taskent en 1390-91 (792), y el 18 de junio de 1391 (15 Rajab, 793) derrota a Toqtamish en el río Kondurchá (Qundurcha o Jundurcha), al norte de Samara. Asegurado el control de la zona, y habiendo colocado bajo su dominio directo la mayoría de las áreas bajo su influencia (en 1391-92 (794) designa a su nieto Pīr Muhammad b. Jahāngīr gobernador de Kabul), prepara una gran campaña hacia el Sudoeste.
El 5 de agosto de 1392 (15 Ramadān 794), cruzó el río Amu Daria (antiguamente conocido como Oxus) para comenzar su campaña de cinco años, donde derrotó a los muzzafaridas en abril de 1393 (795), conquistando Fars y asegurándose el control del occidente de Irán. Todos los sobrevivientes de la dinastía Muzzafarida serán ejecutados al poco tiempo.[cita requerida] Cuatro meses después toma Bagdad, derrotando al sultán Ahmad de la Dinastía Yalayerí. Envía emisarios a los dos dinastías turcomanas de Irán occidental y de Anatolia, los Ak Koyunlu y los Kara Koyunlu, sugiriéndoles que den muestras de sumisión, para luego atacarlos y apoderarse de la mayoría de sus territorios en la región norte del Tigris y el Éufrates.
Mientras las tropas continúan la campaña en la región mesopotámica, en el invierno de 1395 (797) Toqtamish ha vuelto a atacar en el Cáucaso. Tamerlán organiza una campaña contra él y lo derrota en el río Térek el 15 de abril de 1395 (23 Jumādā II, 797). Arrasadas las fuerzas de Toqtamish, Tamerlán avanza hasta Moscú, saqueando durante el trayecto y regresando a través de Darband en la primavera de 1396 (798). La Horda Dorada jamás se recuperará totalmente de este golpe, y Toqtamish, despojado de su trono, dejará de ser una amenaza. Tamerlán regresa lentamente hacia Samarcanda, aprovechando su paso para castigar a gobernantes insubordinados.
Permaneció un tiempo en Samarcanda recibiendo embajadores extranjeros mientras impulsaba la construcción de palacios y jardines. Pero en la primavera de 1398 (800), emprenderá de nuevo la marcha, esta vez hacia la India. En diciembre de 1398 (Rabī' II, 801), llega a Delhi, que es saqueada e incendiada. Luego de esto, y tras una breve campaña a lo largo del Ganges, regresó a Samarcanda en la primavera de 1399 (801).
Tras una breve estadía en Samarcanda, le llegan noticias de que Amīrānshāh, gobernador de Irán occidental, se ha insubordinado. Así pues, Tamerlán volverá a ponerse en marcha al comienzo del otoño de 1399 (802), para su más larga expedición: la llamada "campaña de los siete años". En el curso de esta campaña, reaseguró el control sobre Georgia, varias veces invadida por su imperio, y recapturó Bagdad (que había sido retomada por Ahmad) destruyéndola y masacrando a sus habitantes. Continuó su ofensiva hacia el Oeste, haciendo campaña en Siria contra los mamelucos y en Anatolia contra los otomanos que habían dado refugio a los Qara Yusuf, de los Kara Koyunlu y a Ahmad. Esta ofensiva no parece tener como fin anexar territorios, sino más bien realizar una demostración de fuerza. Por ello, la campaña de Siria fue breve; las tropas timúridas capturan varias grandes ciudades, como Alepo, Damasco y Himş (actual Homs). Aleppo se somete sin lucha y es perdonada, pero Damasco resiste y es saqueada y sus habitantes masacrados.[cita requerida]
En la primavera de 1402, ataca a los otomanos y los derrota cerca de Ankara, tomando prisionero al sultán Bāyāzīd I que, aunque fue bien tratado por sus captores, murió pocos meses después. Luego de realizar incursiones por las ciudades anatolias, recogiendo rescates, Timür se da por satisfecho con el golpe propinado a la hegemonía otomana y regresa hacia Samarcanda en la primavera de 1404 (806) sin dejar administración permanente en Anatolia. A su paso por Mazandarán, sofocó una grave rebelión encabezada por su antiguo súbdito Iskandar Shayki.

### La etapa final

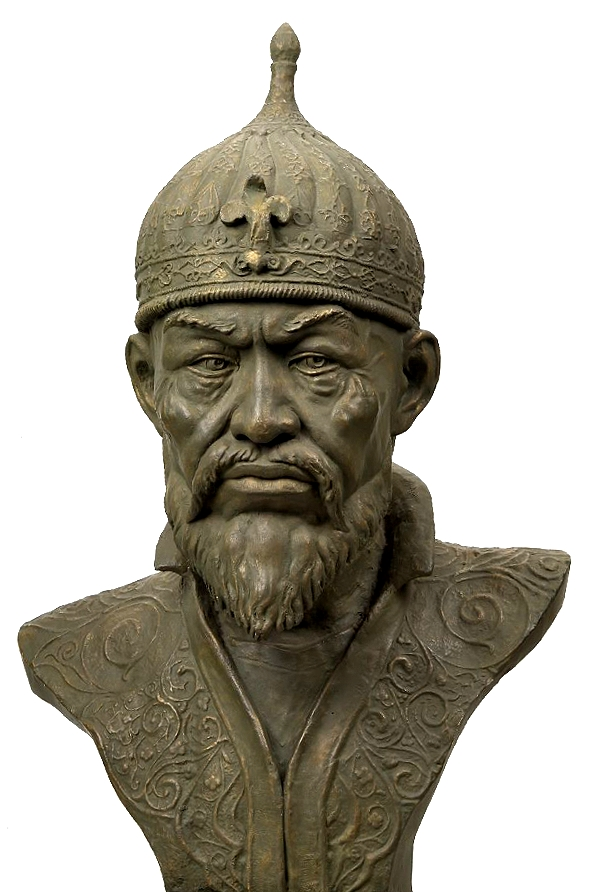
La imagen de Tamerlán reconstruida por Mijaíl Guerásimov.

En Samarcanda, Tamerlán lleva a cabo un gran kurultái, justificado en la elección de un nuevo kan títere para suceder a Muhmād Qan b. Soyurghatmish, fallecido en 1402 (805). A él asisten numerosas embajadas, incluyendo la de China y la de Ruy González de Clavijo, enviado por Enrique III de Castilla. Después de unos pocos meses en la capital, comienza los preparativos para la hazaña más grande: una campaña contra China. Reúne un enorme ejército y grandes cantidades de suministros, y a fines del otoño de 1404 (807) se dirige a Otrar, donde planeaba invernar. Allí moriría el 17 de febrero de 1405 (807) a causa de una enfermedad.
Su cuerpo fue retornado a Samarcanda y enterrado en el mausoleo de Gur-e Amir. Sus restos se encuentran en la cripta, junto a los de su nieto, Ulugh Beg, y otros miembros de su familia. El lugar exacto está marcado por una lápida de grandes dimensiones de nefrita de Mongolia con la siguiente inscripción: Si yo me levantase de mi tumba, el mundo entero temblaría. Un equipo arqueológico soviético encabezado por Mijaíl Guerásimov (М. М. Герасимов) exhumó su cuerpo el 22 de junio de 1941. Reconstruyendo su esqueleto se halló que, efectivamente, era cojo, singularmente alto y fornido para su tiempo (1,72 m de altura) y además se descubrió que era pelirrojo. Los estudios realizados por los soviéticos determinaron que poseía rasgos mezclados de mongoloide y caucasoide. Anecdóticamente, la fecha de su exhumación coincidió con el comienzo de la invasión a la URSS por parte del Alemania Nazi.

## Esposas y concubinas
Tamerlán tenía cuarenta y tres esposas y concubinas, todas estas mujeres también eran sus consortes. Tamerlán convirtió a docenas de mujeres en sus esposas y concubinas mientras conquistaba las tierras de sus padres o de sus antiguos maridos.
- Turmish Agha, madre de Jahangir Mirza, Jahanshah Mirza y Aka Begi;
- Oljay Turkhan Agha (m. 1357/58), hija de Amir Mashlah y nieta de Amir Qazaghan;
- Saray Mulk Khanum (m. 1367), viuda de Amir Husain e hija de Qazan Khan;
- Islam Agha (m. 1367), viuda de Amir Husain e hija de Amir Bayan Salduz;
- Ulus Agha (m. 1367), viuda de Amir Husain e hija de Amir Khizr Yasuri;
- Dilshad Agha (m. 1374), hija de Shams ed-Din y su esposa Bujan Agha;
- Touman Agha (m. 1377), hija de Amir Musa y su esposa Arzu Mulk Agha, hija de Amir Bayezid Jalayir;
- Chulpán Mulk Agha, hija de Haji Beg de Jetah;
- Tukal Khanum (m. 1397), hija del mongol Khan Khizr Khawaja Oglan;[47]: 24–5
- Tolun Agha, concubina y madre de Umar Shaikh Mirza I;
- Mengli Agha, concubina y madre de Miran Shah;
- Toghay Turkhan Agha, señora de Kara Khitai, viuda de Amir Husain y madre de Shahruj;
- Tughdi Bey Agha, hija de Aq Sufi Qongirat ;
- Sultán Aray Agha, una dama Nukuz;
- Malikanshah Agha, una dama Filuni;
- Khand Malik Agha, madre de Ibrahim Mirza;
- Sultán Agha, madre de un hijo que murió en la infancia.

Sus otras esposas y concubinas fueron: Dawlat Tarkan Agha, Burhan Agha, Jani Beg Agha, Tini Beg Agha, Durr Sultan Agha, Munduz Agha, Bakht Sultan Agha, Nowruz Agha, Jahan Bakht Agha, Nigar Agha, Ruhparwar Agha, Dil Beg Agha, dilshad Agha, Murad Beg-Agha, Piruzbakht Agha, Khoshkeldi Agha, Dilkhosh Agha, Barat Bey Agha, Sevinch Malik Agha, Arzú Bey Agha, Yadgar Sultan Agha, Khudadad Agha, Bakht Nigar Agha, Qutlu Bey Agha, y otra Nigar Agha.

## Valoración histórica

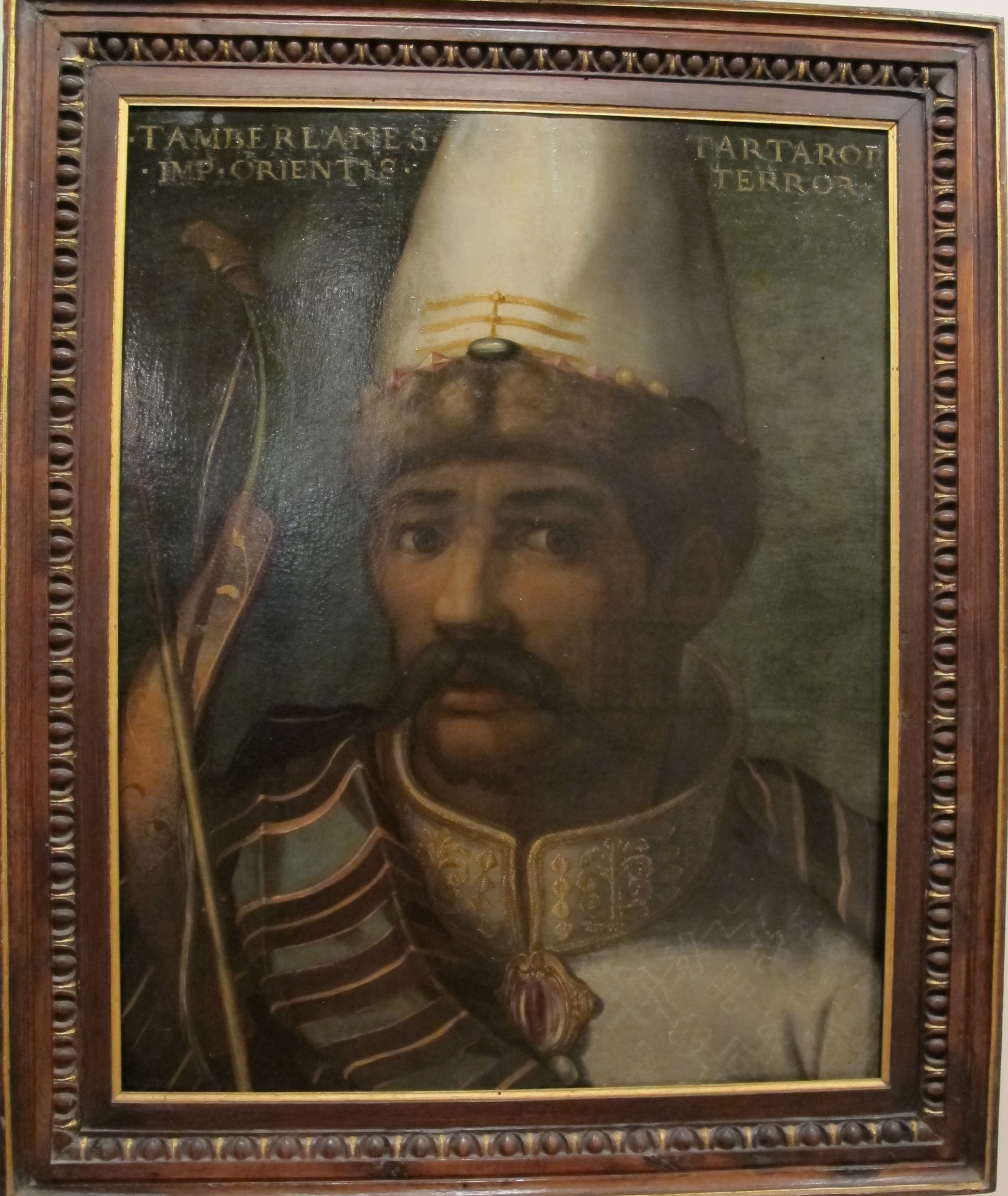
Retrato de Tamerlán perteneciente a la serie Gioviana (1568).

Fue un político y estratega capaz de ganar y mantener la lealtad de sus seguidores nómadas, operar dentro de una estructura política fluida, modificarla, y conducir un enorme ejército a conquistas sin parangón. Y si bien estas habilidades pueden surgir de las sutilezas de las luchas por el poder político tribal que preceden a la mayoría de las conquistas nómadas, también se mostró singularmente apto para gobernar sobre las tierras árabes y persas que conquistó. Aunque castigó a las ciudades recalcitrantes e impuso ruinosos rescates a las ciudades que se le sometieron sin lucha, mostró un claro entendimiento del valor del comercio y de la agricultura y tomó medidas para promoverlos, empleando sus tropas para restaurar las áreas y ciudades que habían arrasado. Fue también hábil en la manipulación de los símbolos culturales establecidos utilizándolos en la construcción de edificios públicos para mostrar su grandeza, y la religión para justificar sus conquistas y su gobierno.
No sabía leer ni escribir y, sin embargo, las historias de su tiempo dan cuenta de sus conocimientos de medicina, astronomía e historia de los árabes, los persas y los turcos. Si bien puede esperarse que las historias de los cronistas de su corte presenten una pintura favorable de sus capacidades intelectuales, estas pueden corroborarse al menos con una fuente independiente: la autobiografía de Ibn Jaldún, quien encontró a Tamerlán después del sitio de Damasco en 1400-1, y que destacó su notable inteligencia y su afición por la argumentación.
Pese al extraordinario poder que alcanzó, no logró establecer una estructura de gobierno que lo sobreviviera. En parte, esto se debió a su propia política de no delegar responsabilidades en sus descendientes (los timúridas) ni en sus comandantes militares, justificada en la necesidad de evitar el surgimiento de potenciales rivales. A su muerte, su nieto y sucesor escogido, Pīr Muhammad b. Jahāngīr, fue incapaz de sostener su derecho contra los desafíos de otros príncipes, y ninguno de los descendientes de Tamerlán logró la completa lealtad siquiera de sus propias tropas. La guerra de sucesión resultante fue inusualmente larga y destructiva, y condujo a una dinastía política y económicamente débil.

## Personalidad
Tamerlán era más el producto de una sociedad iranizada e islamizada, que un nómada de la estepa como sus antepasados.Considerado un genio militar y un táctico brillante, con una asombrosa habilidad para trabajar dentro de una estructura política altamente fluida para ganar y mantener un seguimiento leal de nómadas durante su gobierno en Asia Central. También se lo consideraba extraordinariamente inteligente, no solo intuitivamente sino también intelectualmente,en Samarcanda y sus muchos viajes, bajo la guía de distintos eruditos, pudo aprender los idiomas persa, mongol y turco: 9 aunque no hablaba árabe.Más importante aún, Tamerlán se caracterizó como un oportunista, aprovechando su herencia turco-mongol y usando con frecuencia la religión islámica, o la ley sharía, el fiqh y las tradiciones del Imperio mongol para lograr sus objetivos militares o políticos nacionales.

Tamerlán era un rey erudito y disfrutaba de la compañía de los eruditos; fue tolerante y generoso con ellos. Era contemporáneo del poeta persa Hafiz, y una historia de su encuentro explica que Tamerlán convocó a Hafiz, quien había escrito un gazal con el siguiente verso:
Por el lunar negro en tu mejilla, daría las ciudades de Samarcanda y Bujará.
Tamerlán lo reprendió por este versículo y dijo: 
Con los golpes de mi espada bien templada he conquistado la mayor parte del mundo para agrandar Samarcanda y Bujará, mis capitales y residencias; y tú, criatura lamentable, cambiarías estas dos ciudades por un lunar.
Hafiz, impávido, respondió: 
Es por una generosidad similar que he sido reducido, como ve, a mi actual estado de pobreza. 
Tamerlán sintiéndose complacido por la ingeniosa respuesta dejó ir al poeta con magníficos regalos.
Se dice que la naturaleza persistente del carácter de Tamerlán apareció después de una incursión fallida en una aldea cercana, que se cree que tuvo lugar en las primeras etapas de su vida. Cuenta la leyenda que Tamerlán, herido por una flecha enemiga, encontró refugio en las ruinas abandonadas de una antigua fortaleza en el desierto. Lamentándose de su destino, Tamerlán vio una pequeña hormiga que subía un grano por el costado de una pared derrumbada. Pensando que el final estaba cerca, Tamerlán dirigió toda su atención a esa hormiga y observó cómo perturbada por el viento o el tamaño de su cargamento, la hormiga volvía a caer al suelo cada vez que trepaba por la pared. Tamerlán contó un total de 69 intentos y finalmente, en el 70.º intento, la pequeña hormiga tuvo éxito y se abrió camino hacia el nido con un premio precioso. Si una hormiga puede perseverar así, pensó Tamerlán, seguramente un hombre puede hacer lo mismo.
Existe la opinión compartida de que el motivo real de Tamerlán para sus campañas fue su ambición imperialista. Sin embargo, las siguientes palabras de Tamerlán: Toda la extensión de la parte habitada del mundo no es lo suficientemente grande como para tener dos reyes/ Nos explica que su verdadero deseo era "asombrar al mundo" y, a través de sus campañas destructivas, producir una impresión más bien que lograr resultados duraderos. Esto se ve respaldado por el hecho de que, además de Irán, Tamerlán simplemente saqueó los estados que invadió con el propósito de enriquecer su Samarcanda natal y descuidó las áreas conquistadas, lo que pudo haber resultado en una desintegración relativamente rápida de su Imperio después de su muerte.
A menudo Tamerlán usaba expresiones persas en sus conversaciones, y su lema era la frase persa rāstī rustī ( راستی رستی ), que podría ser latinizado como "veritas salus" significando "la verdad es seguridad". Se le atribuye la invención de la variante de ajedrez Tamerlán, que se juega en un tablero de 10 × 11.

## Tamerlán en las artes
- Christopher Marlowe escribió en 1587 Tamerlán el grande y tras el éxito de esta, en 1588, escribió La segunda parte de las sangrientas conquistas del poderoso Tamerlán.
- Georg Friedrich Händel le dedicó una ópera, Tamerlano, estrenada en 1724.
- Edgar Allan Poe escribió en 1827 el poema Tamerlán.
- Jorge Luis Borges escribió en 1972 el poema Tamerlán (1336-1405), publicado en su libro El oro de los tigres.
- Marco Denevi escribió en 1970 el cuento El gran Tamerlán de Persia, publicado en su libro Parque de diversiones.
- Enrique Serrano López escribió en 2003 la novela histórica Tamerlán.
- Considerando al cine como el 7º arte, Tamerlán es mencionado ante un busto que reproduce científicamente su aspecto a partir de su cráneo, en la película Gorky Park, dirigida por Michael Apted en 1983.

### Recomendada
- Brion, M., Tamerlan, Paris: Albin Michel, 1999.
- Kehren, L., Tamerlan - l'empire du Seigneur de Fer: Neuchâtel, La Baconnière, 1978.
- González de Clavijo, R., Embajada a Tamorlán, edición, introducción y notas de Francisco López Estrada, Madrid: Castalia, 2005. ISBN 84-7039-831-8.
- González de Clavijo, R., La route de Samarkand au temps de Tamerlan, Relato del viaje de la embajada de Castilla a la corte de Timur Beg (1403-1406) , traducida y comentada por Lucien Kehren. París: Imprimerie nationale, 2002.
- Lamb, Harold, Tamerlán: El conquistador, México, D. F.: Ediciones Jasón, 1953. Título original de la obra en inglés: Tamerlán: The Earth Shaker. Traducción directa del inglés por Héctor Saldivar González. Impresora Galve.